# Limbenii Vechi, Glodeni
Limbenii Vechi este un sat din raionul Glodeni, Republica Moldova. Teritoriul satului Vechi este situat în partea de nord-vest a Republicii Moldova, cu o suprafață de 22,6 km2.

## Istorie
Pentru prima dată Limbenii Vechi (ortografiat Alibeni) este menționat într-un document, prin care nepoții și strănepoții lui Dragoș vornicul, vând lui Vasile Mârzacul mare căpitan de Hotin, ocinele lor din pustie, peste Prut, ținutul Iașilor:
„Suret de pe zapis sârbesc din veleat 7158 (1649), octombrie 14.

Adecă eu, Lie și Gheorghe, și Neculai, și Selevăstru, și Codan, și Necoi, și Vasilache, și Uirlan și Nicai Zamfir cu femeia lui Mariana, și Solomon, și Tanas, și Nastea, și Ionașco fratele lui Sârghie, și Grozava și Vasilachi feciorii lui Ion, și Vasilovschi, și Alexandru, și Radul și Pahomi feciorii lui Trifan, și Grigori, și Dochița și Sofronie nepoata lui lui Dumitru Ponici paharnic, și Danila, Vlasie, Paraschiva, Magdalena feciorii lui Dumitrașco Albota stolnic, toți nepoți si strănepoți lui Dragoș vornicul. Scriem și încredințăm cu aceasta a noastră scrisori la mâna dumisale Vasile Mârzacul, marele căpitan de Hotin, de nimeni siliți nici asupriți, cu de a noastră bunăvoie am vândut a noastră dreapta ocina și moșie, ce avem noi în pustie peste Prut la ținutul Iașilor, pe pârâul și pe valea Șovățului ... încă i-am mai vândut dumisale Vasile Căpitanului și alte 2 seliști în pustie din susul Șovățului din ținutul Iașilor, pe nume Buhăenii și Meliștenii în mijlocul Ustiei și Alibenii Cărpiților pe lângă Funduri și Dușmani și aceste două seliști li-am vândut drept 200 de taleri de argintu și trei perechi de boi buni și 10 vaci cu viței ...

A scris Ioan Meleghi, vornic de poartă”
În anul 1796 a fost construită o bisericuța de lemn, fiind supusă Episcopiei Hușilor.
În 1803 aflăm că logofătul Constantin Balș aduna la Limbeni din ocolul Ciuhurul de Jos, ținutul Iași, impozite de la 50 birnici. În 1817 el avea în supușenie 100 familii țărănești, o moară și 3 iazuri. La bisericuța de lemn, sfințită în 1769, slujeau 3 preoți. Un hrisov din 30 martie 1824 trecea satul și moșia în posesia fiului Alecu Balș. O altă parte a moșiei era stăpânită de Vasile Leonard, care aduce în sat 14 familii de țigani șerbi. În 1830 aici erau 110 curți și 533 locuitori.
În vara lui 1854 țăranii sunt impuși să pregătească 10 mii păduri de fân pentru armata țaristă. La 1859 satul are 580 suflete, biserică ortodoxa, câteva mori de vânt. În anul 1875, deși bântuiți de holeră, Limbenii Vechi numără 712 persoane și 159 gospodării, care aveau 56 cai, 536 vite și 508 oi. În anul următor 215 bărbați vor face corvoadă la construcția drumului Bălți-Sculeni. În 1897 satul avea școală laică: învățătorul preda „scrisul, cetitul și număratul”, iar preotul – religia. Dicționarul geografic al Basarabiei nota: ‘’ Limbeni sau Limbenii Vechi, sat în jud. Bălți, volostea Fălești, așezat pe pârâul Ustia.
În 1910 satul avea de acum 206 gospodării și 1035 locuitori, două școli: de zemstvă și parohială. Poștă la Glodeni. La 10.04.1914 ziarul „Drug” din Chișinău scria: nobilul Leonard a dat 50 mii de ruble pentru construirea unui spital la Limbeni.
În 1992, datorită reformei agrare, 234 țărani sunt înzestrați cu 936 ha de pământ. La 1923 vor fi 182 case, un conac boieresc, școală primară, primărie, post de jandarmi, 3 cârciumi, moară, o treierătoare. În anul 1933 școala avea 4 învățători și 191 elevi. La 1940, când trupele sovietice ocupă Basarabia, Limbenii Vechi numărau 370 case și 1650 locuitori, din care 1619 români. Din primele zile au început deportările, care au continuat în 1949. În total au fost deportați 65 cei mai buni gospodari și patrioți, împreună cu familiile, în regiunile Tomsk și Kurgan. 35 bărbați își jertfesc viața în război. Alte zeci de persoane, familii întregi, sunt secerate de foame. Apoi în sat se înfăptuiește colectivizarea, dezmoștenind țăranii de pământ, cereale și de inventarul agricol.
În anul 1965 localitatea capătă statut de comună. Colhozul obține venituri mari, se construiesc: casă de cultură, blocurile școlii medii, o librărie, o creșă-grădiniță, un centru comercial ș.a. Restructurarea a adus schimbări radicale în sat, țăranii fiind împroprietăriți cu pământ: în 2006 activau 2 SRL și 160 gospodării țărănești. Satul avea o grădiniță, centru de sănătate, casă de cultură și de festivități, liceu, bibliotecă, oficiu poștal, farmacie, moară, oloiniță, stadion. Monument al gloriei militare.

## Geografie

### Relief
Teritoriul satului Limbenii Vechi este o parte componentă a Câmpiei Prutului de Mijloc și reprezintă o câmpie deluroasă ce are înclinarea generală de la nord-vest spre sud-est. Înălțimea absolută maximală este situată pe Dealul Urieșului din partea de nord-est al satului și are , iar cea minimală se află în valea râușorului Șovățul Mic în apropierea satului și este egală cu . Cu alte cuvinte adâncimea maximală a fragmentării reliefului este de, cu toate că în majoritatea cazurilor ea nu depășește 80-90 metri.
Relieful este de origine erozională și reprezintă o parte a văii râușorului Șovățul Mic, care are direcția de la nord-nord-est spre sud-sud-vest. Valea este asimetrică, versantul ei stâng fiind mai accidentat ca cel drept. Aceasta se vede și din profilul transversal al reliefului construit pe linia ce leagă dealurile cu cotele 216,0  și 189,8 metri. Acest versant, care se află în partea estică a satului, nu numai că este mai abrupt, panta oscilând între 3 și 4,5º, dar este și foarte dezmembrat. Aici evidențiindu-se două șiruri de coline: unul mai jos, format din mai multe dealuri mici izolate ce au forma de movile; și altul mai înalt, format din dealuri mai masive cu pantele mai domoale. În componența primului șir se evidențiază movilele cu cotele de 175,0; 147,5 și 158,2 metri, iar în șirul al doilea – dealurile cu cotele de 198,4, 189,8 și 180,1 metri. Dezmembrarea reliefului se datorează nu numai eroziunii, ci și alunecărilor de teren. De aceea, în această zonă sunt frecvente și ravene nu prea mari. Ele formează două grupuri: unul situat în partea de nord-est al satului pe malul stâng al iazului și altul amplasat în partea de sud-est, la marginea de sus a pădurii ce acoperă acest versant. Ambele grupuri au câte 4 ravene, cele din primul fiind mai mari și unele din ele având lungimea de peste, lățimea de și adâncimea de până la . Al doilea grup, amplasat mai la vest de cotele 198,4 și este format de asemenea din 4 ravene, dar ele sunt mai mici, cea mai mare având lățime și adâncime. Relieful din această parte a satului este atât de fragmentat, încât terenul nu poate fi utilizat ca pământ arabil și este folosit ca pășune și sădirea pădurilor.
Teritoriul satului Limbenii Vechi reprezintă o regiune de platformă, făcând parte din componența platformei precambriene Est Europene. În structura geologică a plăcii se deosebesc: fundamentul cristalin de vârstă precambriană și învelișul sedimentar alcătuit din roci sedimentare de vârstă diferită. Fundamentul cristalin este alcătuit din roci magmatice și metamorfice de vârstă arhaică și proterozoică. În decursul evoluției lor geologice au suferit în repetate rânduri faze de cutare, ultrametamorfizare și granitizare. Învelișul sedimentar este constituit dintr-un amestec de straturi de roci cu grosimi de câțiva zeci de metri. Straturile de roci sunt așezate orizontal cu o mică înclinare regională în direcția sud-vestică. La lumina zilei în împrejurimile satului Limbenii Vechi se dezvelesc roci neogene ce aparțin la sarmațianul mediu și care sunt reprezentate prin argile, marne și nisipuri.

### Climă
Radiația solară. Pe teritoriul satului Limbenii Vechi radiația anuală totală atinge 113 kcal/cm2. În perioada caldă (aprilie-septembrie) aceasta constituie 85,5 kcal/cm2, ceia ce reprezintă 75,6% din radiația anuală totală. Suma lunară maximă a radiației este de 17 kcal/cm2, se înregistrează în decembrie. În martie se mărește ziua, crește înălțimea soarelui față de orizont, se reduce înnorarea și, ca urmare, crește valoarea radiației totale până la 8 kcal/cm2.
Un rol hotărâtor în formarea regimului termic îl joacă bilanțul de radiație, în care cantitate de radiație primită o constituie radiația directă și cea difuză, iar cea emisă – radiația efectivă. Valoarea anuală a bilanțului de radiație este egală aproximativ cu 50 kcal/cm2. Valoarea maximă lunară a bilanțului de radiație constituie 9 kcal/cm2, a fost înregistrată în luna iulie, cea minimă, de la 0-0,4 kcal/cm2, în decembrie-ianuarie. Circulația atmosferei. În perioada caldă a anului teritoriul satului se află sub influența maximului Azorelor. Anticicloanele – nucleele maximului Azorelor – se deplasează de spre Est. Ajungând de-asupra teritoriului, acestea condiționează formarea în timpul verii (mai ales în cea de-a doua jumătate a ei) a unor regiuni cu o presiune înaltă și vreme senină. Căderea unei cantități mari de precipitații se datorește deplasării maselor de aer cald și umed dinspre Oceanul Atlantic și Marea Mediterană. Activitatea ciclonică intensă vara determină un timp cu căldură moderată și precipitații abundente.
Pentru perioada de iarnă este caracteristică influența estică, determinată de intensificarea activității anticiclonului Siberiei. Datorită acestui fapt, teritoriul localității este dominat de un câmp de presiune înaltă cu timp senin și temperatură în scădere. E destul de frecventă invazia aerului arctic, care provoacă o scădere bruscă și însemnată a temperaturii. În timpul iernii diversitatea proceselor de circulație cauzează instabilitatea timpului (gerul alternează adesea cu moina). Schimbarea timpului (precipitații sub formă de ploaie cu zăpadă, viscol, polei, ceață) este condiționată de înaintarea frecventă a cicloanelor sudice, sud-vestice și nord-vestice spre regiunile nord-vest a Mării Negre. Timpul cald și uscat din sezonul de primăvară și cel de toamnă se datorează formării unui câmp de presiune înaltă. Deplasarea pe teritoriul localității a formațiilor ciclonice provoacă ploi cu vânt puternic și descărcări electrice.
Suprafața subiacentă. Pentru teritoriul localității sunt caracteristice: fragmentarea reliefului, prezența masivului de pădure, precum și a rețelei hidrografice. Caracterul variat al suprafeței subiacente condiționează (mai ales în perioada caldă a anului) scăderea transparenței atmosferei, formarea înnorării convective și, drept urmare, micșorarea cantității de radiație totală.
Sub influența reliefului are loc deformarea curenților de aer, datorită căruia direcția vântului este determinată de cea a văilor. Regimul de viteză al vântului este influențat în mare măsură de masivul de pădure.
Suprafața terestră, încălzindu-se bine, favorizează formarea curenților ascendenți de convecție și apariția norilor. Convecția se datorește, de asemenea, alternanței masivului de pădure cu bazinele de apă, care măresc suprafața de evaporare și intensifică turbulența aerului.

### Ape de suprafață și subterane
Pe teritoriul satului Limbenii Vechi curge râușorul Șovățul Mic, care își are începutul la nord-est de satul Iablona și debușează în râul Camenca de pe malul stâng la spre vest de satul Cuzmenii Vechi. Lungimea râului este de, panta medie 2,3 %. Afluenții principali sunt: râul Obreja (de pe malul stâng la  de la gură, lungimea ); râul Șovățul Mare (de pe malul stâng, de la gură, lungimea ). În râu se varsă încă 62 de afluenți cu o lungime sub și cu o lungime totală de  150 km.
Orizontul apelor subterane. Direcția generală a scurgerii subterane este orientată de la nord spre sud. Straturile acvifere se dispun aproape de suprafața terestră, ceea ce favorizează pătrunderea apelor atmosferice. O infiltrare însemnată are loc și acolo, unde straturile acvifere principale sunt acoperite de straturi groase de roci argiloase neomogene, printre care sunt intercalate straturi premiabile pentru apă, situate la diferite nivele hidrostatice. Aceste staturi, având o legătură hidrodinamică între ele, asigură infiltrarea apelor în straturi de roci așezate la adâncimi mai mari. Filtrarea  verticală se observă numai pe alocuri. În profilul geologic al teritoriului nu se observă straturi groase de roci rezistente la apă pe întinderi mari și care dispar straturile acvifere. De aceea între straturile acvifere există un schimb de apă, astfel se creează condiții prielnice pentru filtrarea descendentă.
Satul Limbenii Vechi dispune de 240 fântâni, ele fiind principala sursă de apă potabilă și uz gospodăresc. După compoziția chimică predomină apele hidrocarbonatice cu ioni de sodiu sau calciu. Odată cu creșterea  adâncimii de dispunere a straturilor acvifere, adică pe direcția Nord-Sud și Est-Vest, calitatea apelor se înrăutățește. Din cele 20 de fântâni care au fost studiate de către Stația Epidemiologică a orașului Glodeni, doar o fântână corespunde normelor sanitare.
În localitate se exploatează și ape subterane de adâncimi mari care ies la suprafață prin izvoare, numărul total fiind de 17 izvoare. Majoritatea fiind situate în partea de Nord-Vest a localității.

## Populația
Satul Limbenii Vechi avea 1.861 locuitori în 2004, adică 3% din populația raionului Glodeni. Densitatea populației este de 81,6 locuitori/km2 .În perioada anilor 1989—2010 populația satului a crescut cu 68 locuitori. Aceasta se datorează sporului natural pozitiv. (tabelul 1)
| Anul | Numărul de locuitori | Bilanțul populației comparativ cu anul precedent |
| 1989 | 1795                 |                                                  |
| 2000 | 1997                 | 202                                              |
| 2004 | 1861                 | -136                                             |
| 2010 | 1863                 | 2                                                |

Sursa: Dicționarul Statistic al R. Moldova, v.2, pag. 742; Rezultatele recensământului din 2004, www.statistica.md ; datele Primăriii Limbenii Vechi.
Ritmul scăzut al creșterii populației în perioada 2000-2004 este condiționat de factorii demografici (mișcarea naturală, îmbătrânirea populației), de consecințele crizei social-economice din perioada de tranziție. Din anul 2004 până în anul 2010 se observă o creștere lentă a numărului de locuitori.
Una din consecințele evoluției numerice a populației localității este determinată de mișcarea naturală a populației.
| Anul | Născuți | Decedați | Bilanțul natural |
| 2006 | 29      | 19       | 10               |
| 2007 | 15      | 22       | -7               |
| 2008 | 23      | 30       | -7               |
| 2009 | 25      | 27       | -2               |
| 2010 | 29      | 21       | 8                |

Natalitatea cea mai înaltă a populației a fost înregistrată în anii 2006 și 2010, unde se observă și un bilanț pozitiv cu sporul natural de 10, respectiv 8 copii noi născuți. Se înregistrează, de asemenea, o oarecare creștere a mortalității în anii 2007, 2008, 2009, ca urmare a faptului, că în structura populației s-a mărit ponderea grupelor de vârstă înaintată. În acest timp bilanțul natural capătă o valoare negativă, cu un deficit natural de la -7  la -2 persoane decedate.
Fenomenul se explică, în primul rând, prin încadrarea mai activă a femeii în viața socială și nu în ultimul rând de emigrația în masă peste hotare, a populației de vârstă adultă. De asemenea influențează asupra indicatorilor reproducerii populației: schimbarea mentalității și al comportamentului demografic  al populației,  reducerea bruscă a nivelului de trai,  nivelul scăzut al asistenței medicale etc. Indicatorii demografici se află în strânsă corelație cu starea sănătății populației. In ultimii ani, se atestă  o deteriorare a stării de sănătate a locuitorilor, rezultat al reducerii drastice a veniturilor populației, al sporirii costurilor pentru asistență medicală, al răspândirii unui mod de viață nesănătos.
Structura pe grupe de vârstă a populației este indicată în tabelul de mai jos. Conform datelor din acest tabel se observă o predominare  a populației adulte (16-61 ani)  populația vârstnică (bărbați  62 ani și mai mult femei 57 ani și mai mult) depășește populația tânără (0-15 ani) cu 43 de persoane (2,5 %), datorită faptului că în ultima perioadă  sporul natural capătă o valoare negativă.
| Nr.d/r          | Populația prezentă                                                                                        | Numărul de persoane  | %                         |
| Total populație | Total populație                                                                                           | 1842                 | 100                       |
| 1               | Sub vârstă aptă de muncă (până la 16 ani), inclusiv: - 0-2 ani - 3-4 ani - 5-6 ani - 7-10 ani - 11-15 ani | 398 32 39 62 126 139 | 21,6 1,73 2,1 3,3 6,8 7,5 |
| 2               | În vârstă aptă de muncă: - bărbați 16-61 ani - femei 16-59 ani                                            | 1003 493 510         | 54,5 26,7 27,7            |
| 3               | Peste vârsta aptă de muncă                                                                                | 441                  | 23,9                      |

În satul Limbenii Vechi se observă o predominare a populației feminine, depășind ponderea bărbaților cu 1 %.Pe teritoriul localității, populația autohtonă- moldovenii – a fost predominantă în toate timpurile, conviețuind cu alte etnii.
Conform datelor recensământului populației din anul 2004, populația majoritară o formează moldovenii. Numărul populației autohtone este în scădere în perioada anilor 1989-2004, fiind cauzată în cea mai mare parte de micșorarea numărului de locuitori. O ușoară creștere a moldovenilor se observă din anul 2004 până în prezent (vezi tabelul de mai jos).
| Etnii      | Anii | Anii | Anii | Anii | Anii | Anii |
| Etnii      | 1989 | 1989 | 2004 | 2004 | 2010 | 2010 |
| Total      | 1795 | 100  | 1861 | 100  | 1863 | 100  |
| Moldoveni  | 1785 | 99,5 | 1828 | 98,3 | 1845 | 99,1 |
| Ucraineni  | 4    | 0,2  | 10   | 0,5  | 7    | 0,4  |
| Ruși       | 6    | 0,2  | 15   | 0,8  | 8    | 0,4  |
| Români     | -    |      | 2    | 0,1  | -    |      |
| Romi       | -    |      | 4    | 0,2  | 3    | 0,1  |
| Polonezi   | -    |      | 1    | 0,05 | -    |      |
| Alte etnii | -    |      | 1    | 0,05 | -    |      |

## Administrație și politică
Componența Consiliului local Limbenii Vechi (9 consilieri), ales la 5 noiembrie 2023, este următoarea:
|  | Partid                                        | Consilieri | Componență | Componență | Componență | Componență | Componență |
|  | --------------------------------------------- | ---------- | ---------- | ---------- | ---------- | ---------- | ---------- |
|  | Partidul Socialiștilor din Republica Moldova  | 5          |            |            |            |            |            |
|  | Partidul Dezvoltării și Consolidării Moldovei | 2          |            |            |            |            |            |
|  | Partidul Acțiune și Solidaritate              | 2          |            |            |            |            |            |

## Personalități
- Gheorghe Blanaru - scriitorul pentru copii;
- Irina Condrea - doctor habilitat in filologie și conferențiar universitar
- Iraida Melnic - profesor și doctor habilitat;
- Ion Movilă - ex-președinte al raionului Glodeni, șef al Inspectoratului Fiscal Glodeni;
- Petru Țurcanu - profesor universitar și doctor habilitat în economie, Om Emerit;
- Maria Focșa - redactor-șef al PP „Câmpia Glodenilor”,
- Oleg Antoci - solistul- instrumentist în orchestra „Lăutarii” .